# اریک وایکینگ
اریک وایکینگ (انگلیسی: Erik the Viking) فیلمی در ژانر فانتزی، ماجراجویی و کمدی به کارگردانی تری جونز است که در سال ۱۹۸۹ منتشر شد.

## بازیگران
- تیم رابینز
- تری جونز
- جان کلیز
- ارتا کیت
- میکی رونی
- ایموجن استابس
- سامانتا باند
- تیم مک‌اینرنی
- فردی جونز
- جی سیمپسون